# Amédée Borrel
Amédée Marie Vincent Borrel (1867, Cazouls-lès-Béziers, Hérault, Francia) - Cazouls-lès-Béziers. 1936) fue un naturalista, médico y bacteriólogo francés, y un importante asistente del Instituto Pasteur.

## Biografía

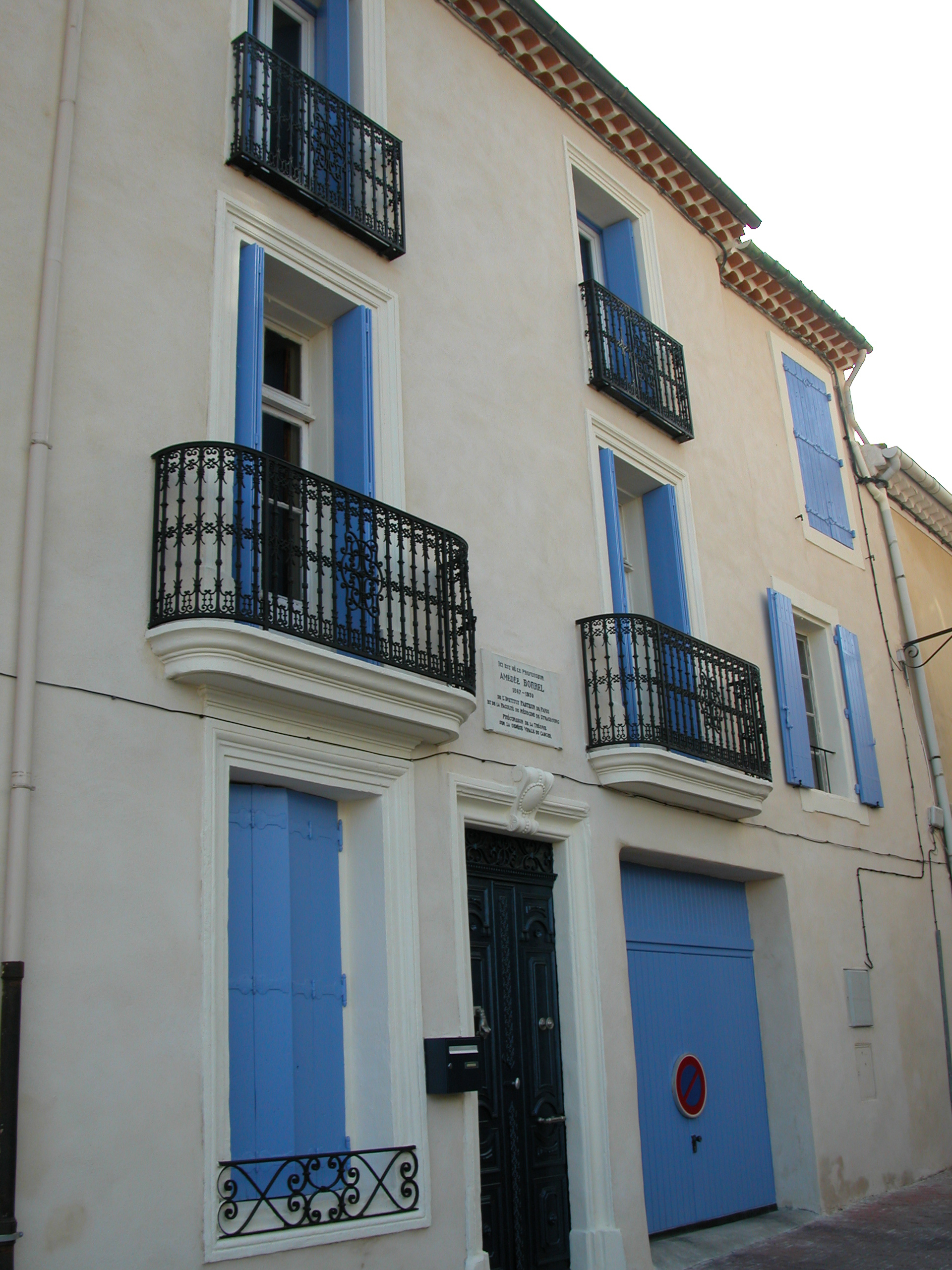
Casa natalicia de Amédée Borrel en Cazouls-lès-Béziers

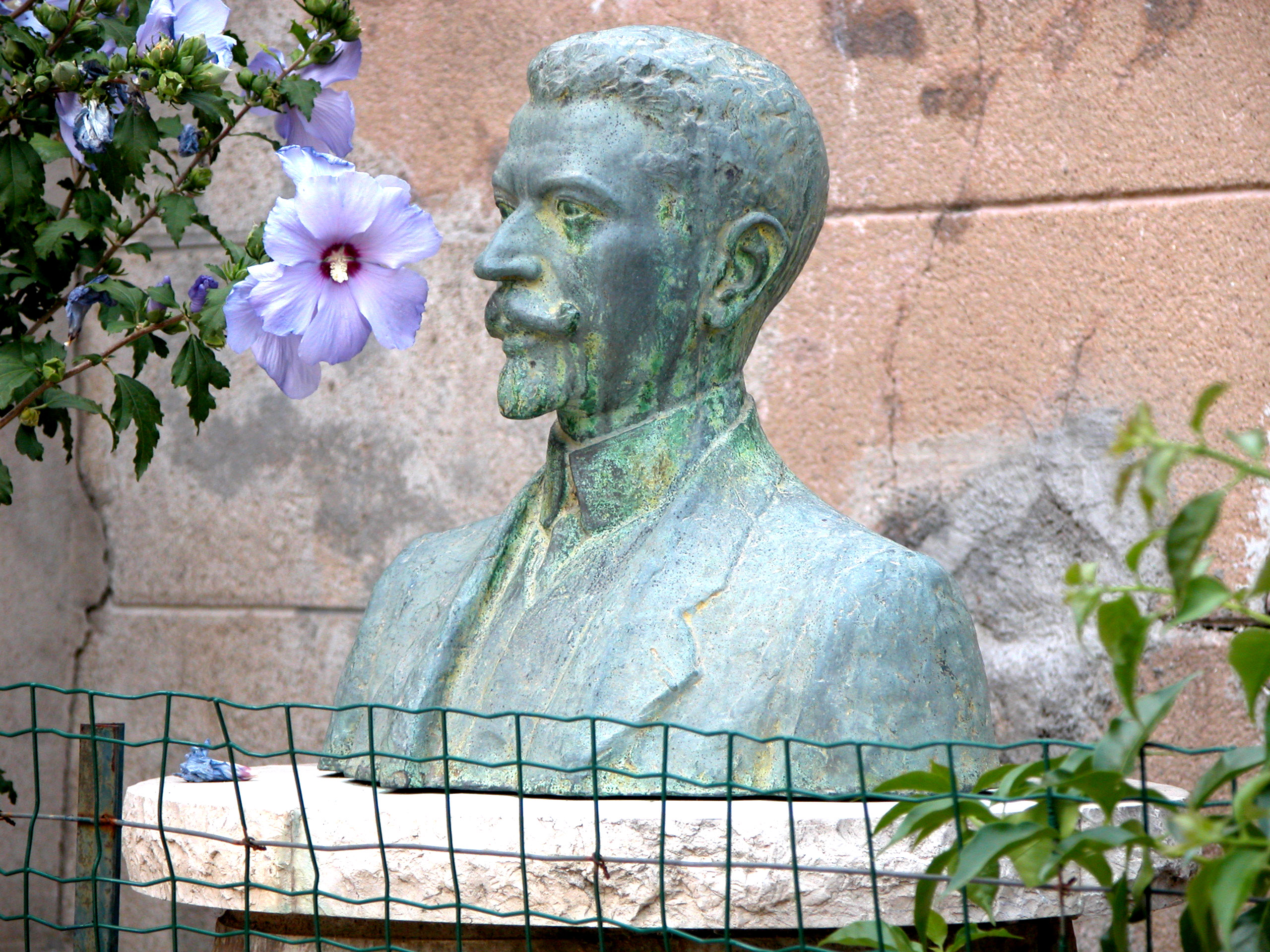
Busto de Amédée Borrel
(hurtado en 2008) en Cazouls-lès-Béziers

Estudia medicina en la Universidad de Montpellier. Luego se integra al Instituto Pasteur en 1892, donde es nombrado Jefe de Laboratorio. Forma parte de un grupo de médicos llamados Pasteuriens, como discípulos de Louis Pasteur. En noviembre de 1894 forma parte de los escogidos para velar a Louis Pasteur durante una grave crisis de uremia. También trabaja con Iliá Méchnikov sobre la tuberculosis y colabora con Alexandre Yersin y Léon Charles Albert Calmette sobre una vacuna contra la peste bubónica.
En 1895, publica con Yersin y Calmette un libro titulado "Le microbe de la peste à bubons - Action thérapeutique du sérum des animaux vaccinés", así como un artículo titulado "La peste bubonique (deuxième note)". En 1903, participa en la creación del "Boletín del Instituto Pasteur".
Borrel realiza estudios sobre la teoría viral del cáncer, de la cual es un pionero convencido. También es creador de una de las primeras máscaras antigases durante la Primera Guerra Mundial. Y trabaja en la Universidad de Strasbourg, donde es nombrado Director del Instituto de Higiene y Bacteriología entre 1919 y 1936.
Amédée Borrel tuvo cuatro hijos, entre ellos Albert Borrel, muerto durante la Primera Guerra Mundial.

## Algunas publicaciones
- 1930. Surcoloration et microbes filtrants. Editor impr. Couesrant, 10 pp.

- 1928. Filaire et Adéno-carcinome. Editor impr. Coueslant, 7 pp.

- 1912. Le cancer. 621 pp.[3]

- 1911. Le problème du cancer. Editor O. Doin, 24 pp.

- 1909. Acariens et cancers. Con Pierre Gastinel, C. Gorescu. Editor Imp. Charaire, 31 pp.

- 1907. Épithélioma branchial chez une jument: réussite de greffes ... Con G. Petit. 11 pp.

- 1902. Planches murales destinées à l'enseignement de la bactériologie, publiées par l'Institut Pasteur, de Paris. Texte explicatif, par le Dr Borrel, en 3 langues (français, anglais, allemand). Editor Masson, 98 pp.

- 1892. La peste bubonique: deuxième note. Con Alexandre Yersin, Albert Calmette. 592 pp.

- 1892. Évolution cellulaire et paratisme dans l'épithélioma ... Editor Camille Coulet, 30 pp.

## Homenajes

### Eponimia
Género de bacteria
- Borrelia, fue nombrada así en homenaje a sus trabajos. Algunas de estas bacterias son responsables de la enfermedad de Lyme, también llamada borreliose.
- Avenida de Cazouls, su pueblo natal, lleva su nombre.

- La abreviatura «Borrel» se emplea para indicar a Amédée Borrel como autoridad en la descripción y clasificación científica de los vegetales.[4]